# Улрих I фон Бикенбах
Улрих I фон Бикенбах (на немски: Ulrich I von Bickenbach; * пр. 1300 † 29 октомври или 30 октомври 1339) е господар на Бикенбах.

## Произход
Той е син на Ото (Отон) фон Бикенбах-Алсбах († 1307) и съпругата му Анна фон Епщайн († 1279), дъщеря на Герхард III фон Епщайн († 1252) и Елизабет фон Насау († сл. 1295), дъщеря на граф Хайнрих II „Богатия“ фон Насау и графиня Мехтилд фон Гелдерн-Цутфен. Внук е на Готфрид I фон Бикенбах († 1245) и вилдграфиня Агнес фон Даун († 1254). Той има полубрат Конрад фон Бикенбах (* 1297; † 2 юли 1298), господар на Алсбах, убит в битката при Гьолхайм.

## Фамилия
Улрих I фон Бикенбах се жени ок. 1303 г. за четвъртата си братовчедка Елизабет фон Изенбург-Лимбург († ок. 27 октомври 1351), дъщеря на граф Йохан I фон Изенбург-Лимбург († 1312) и първата му съпруга Елизабет фон Геролдсек († сл. 1285). Те имат две дъщери:
- Агнес фон Бикенбах († 8 март 1354), омъжена пр. 14 януари 1327 г. за граф Еберхард III фон Катценелнбоген († 13 декември 1328)
- Имагина фон Бикенбах († между 24 март/10 април 1367), омъжена I. на 23 май 1331 г. за роднината си граф Куно II фон Фалкенщайн-Мюнценберг († 14 май 1333), II. пр. 1337 г. за граф Герхард V фон Ринек († 7 юни 1381)

Вдовицата му Елизабет фон Изенбург-Лимбург се омъжва втори път ок. 24 юни 1340 г. за граф Йохан II фон Катценелнбоген († 1357).